# Schloss Hellbrunn

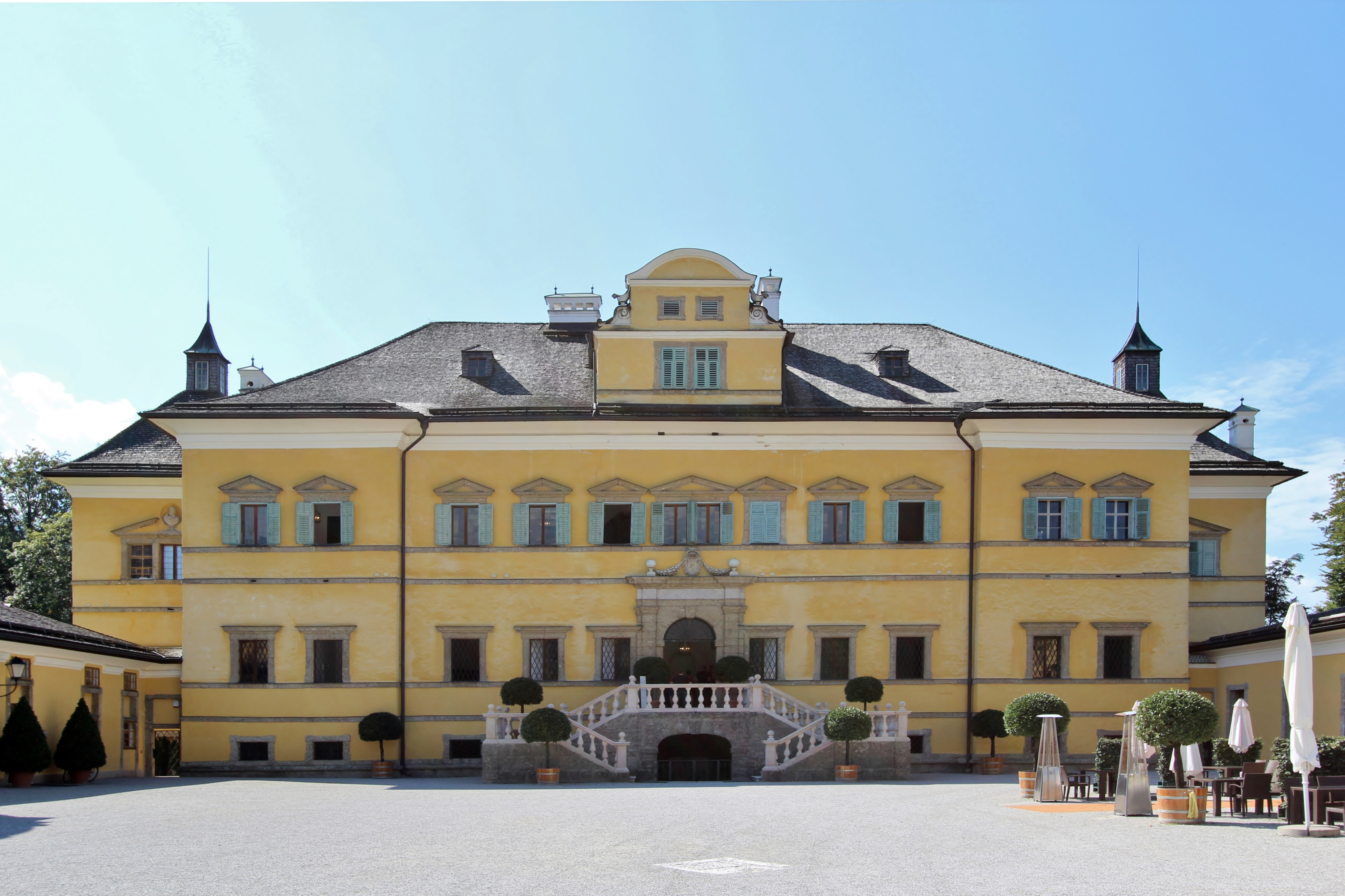
Schloss Hellbrunn

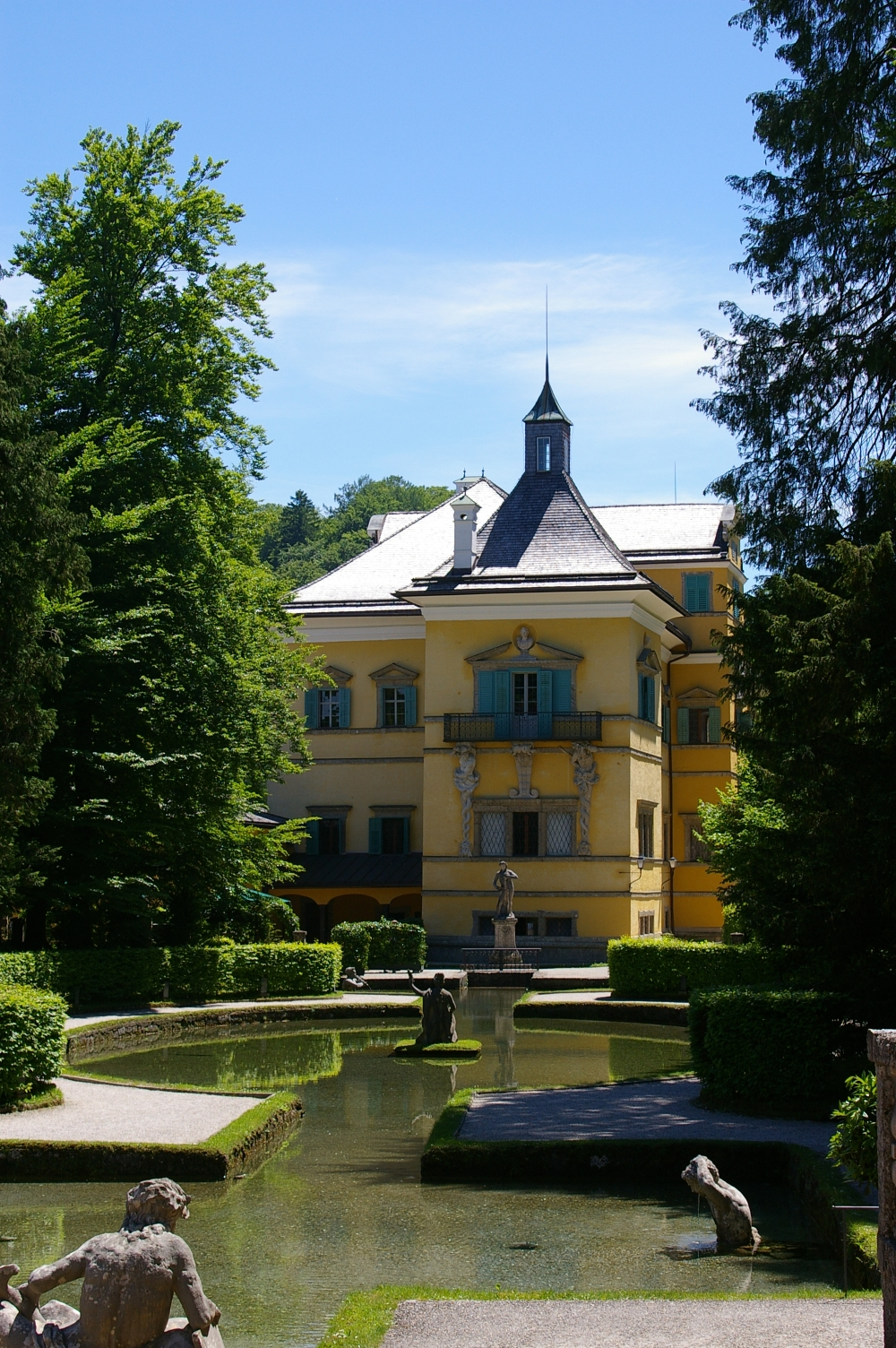
Das Schloss vom Römischen Theater aus

Das in der Stadt Salzburg befindliche Schloss Hellbrunn ist ein im frühen 17. Jahrhundert angelegtes, manieristisches Lustschloss mit bekannten Wasserspielen im gleichnamigen Schlossgarten und im gleichnamigen Landschaftsgarten bzw. südlich des Stadtteiles Morzg. Gesäumt wird das Schloss von weitläufigen landschaftsarchitektonisch geplanten Parks. Ein Teil des historischen Schlossparkes wird heute vom Salzburger Zoo genutzt. Die Gesamtanlage samt Gartenbaudenkmalen steht unter Denkmalschutz und Naturschutz und liegt im Landschaftsschutzgebiet Salzburg-Süd. Das Schloss Hellbrunn und der Schlosspark befinden sich heute im Eigentum der Landeshauptstadt Salzburg.

## Das Schloss

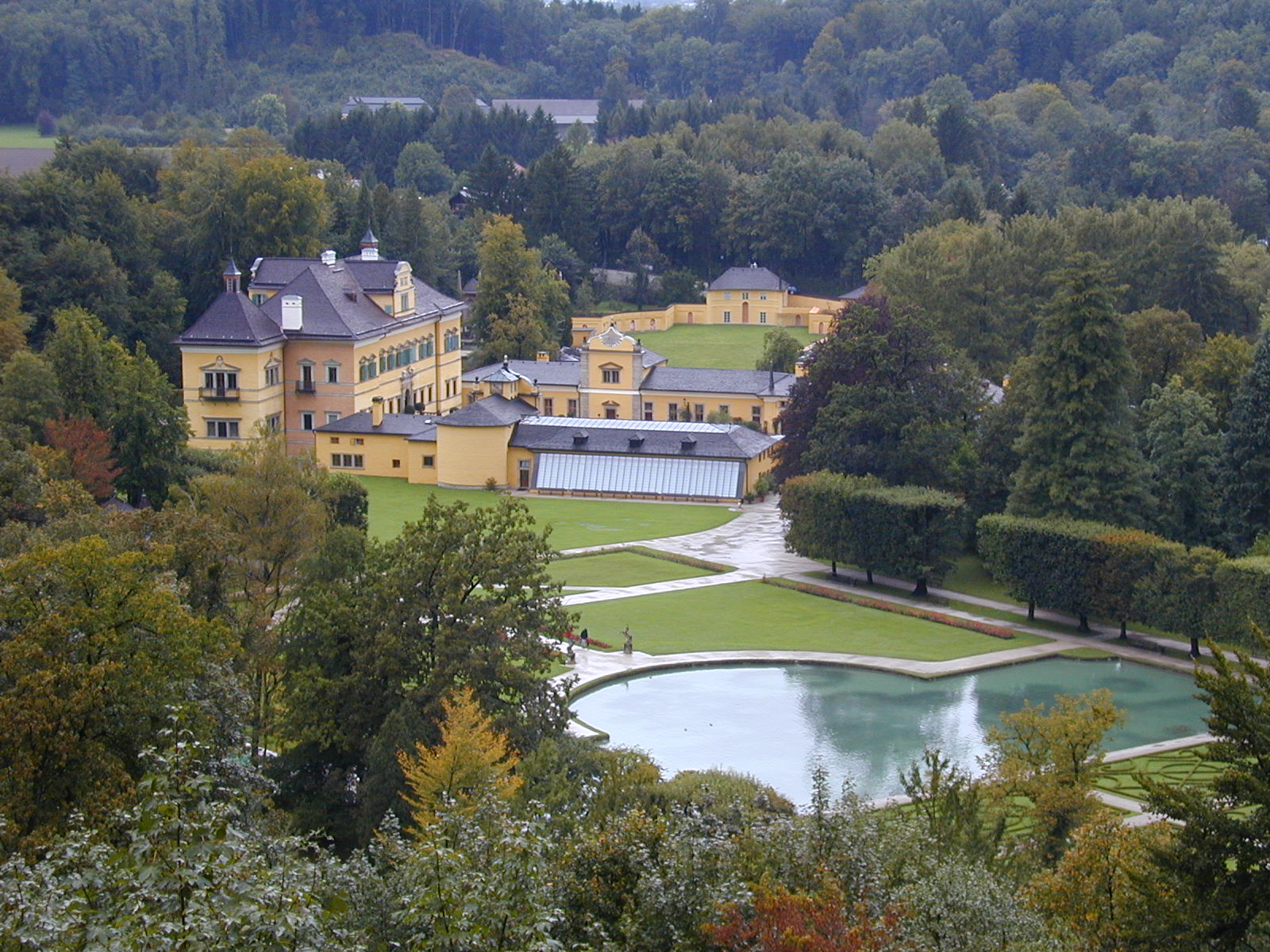
Schloss Hellbrunn mit dem Wasserparterre

Markus Sittikus von Hohenems wurde 1612 zum Salzburger Fürsterzbischof gewählt. Von 1613 bis 1615 erbaute er vor den Toren der Stadt Salzburg unter Einbeziehung eines spätgotischen Adelssitzes eine villa suburbana nach italienischem Vorbild. Architekt war Santino Solari, der auch mit dem Neubau des Salzburger Doms beauftragt worden war. Der Festsaal ist an den Wänden und an der gewölbten Decke zur Gänze mit allegorischen Darstellungen (sehr wahrscheinlich von Donato Arsenio Mascagni) reich bemalt. Bemerkenswert sind weiter das Oktogon mit seinen Gesellschafts- und Musizierszenen, sowie Fischzimmer, Vogelzimmer und Eckzimmer. Um den geschlossenen Ehrenhof herum sind symmetrisch Nebengebäude angeordnet. Das Schloss bildet gemeinsam mit dem Zufahrtsweg von Osten, d. h. dem Ostportal und dem Fürstenweg (heute die Alpenstraße querend) eine weit in die Landschaft ausgreifende Schlossachse.

## Die Wasserspiele

Festsaal im Schloss

Die weltweit am besten erhaltenen Wasserspiele der Spätrenaissance mit zahlreichen Wasserscherzen und verschiedenen beweglichen Figuren sowie zahlreichen skulpturengeschmückten Grotten sind hier zu bewundern: Das Theatrum (römisches Theater) mit Fürstentisch und Weiher, die Orpheusgrotte, der Weinkeller, der Sternweiher samt dem Brunnen Altembs mit Perseus, die Neptungrotte (Regengrotte), die Spiegel-, Muschel-, Vogelsang- und Ruinengrotte (im Schloss), die Venusgrotte, Narren und Wildschweinstatuen, die Steinbockgrotte und der Brunnen der Göttin Diana, die Mydas- und Kronengrotte und der Neptunbrunnen. Von 1749 bis 1752 wurde unter Erzbischof Andreas Jakob von Dietrichstein zu den alten Wasserspielen das kunstvolle „Mechanische Theater“ hinzugefügt.

## Hellbrunner Gärten
Die Hellbrunner Gärten gehören zu den bedeutendsten gartenarchitektonischen Denkmalen Österreichs und stehen unter Denkmalschutz (Nr. 41 im Anhang zu § 1 Abs. 12 DMSG). Die Gesamtanlage Hellbrunn liegt im Landschaftsschutzgebiet Salzburg-Süd (LSG 52, 1147 ha). Sie bildet auch einen wichtigen Bestandteil des Grüngürtels für den Salzburger Ballungsraum.

### Der manieristische Ziergarten
Die großzügige ornamentale Gartenanlage des „Wasserparterre“ ist frei zugänglich. Dieser Ziergarten bildet mit der Fichtenallee eine Landschaftsachse, die über die Salzach zum Schloss Goldenstein hin ausgerichtet ist. Er besteht aus einem geometrisch gestalteten Hauptweiher mit einer zentralen Insel, der zentraler Mittelpunkt des Parkes ist und auf der sich ursprünglich ein Erdbeerberg erhob. Zu beiden Seiten dieses Weihers sind symmetrisch zwei weitere Wasserbecken (Weiher) gestaltet. Verschiedene Statuen, Buchsornamente und architektonisch beschnittene Baumalleen bereichern den ursprünglichen manieristischen Renaissancegarten, der später zum geometrischen Barockgarten umgestaltet wurde.

### Der Jagdgarten und der Hellbrunner Berg
Siehe auch Hauptartikel Hellbrunner Berg
Hier befinden sich heute
- die großen Wiesenflächen östlich des Berges, die bis 1800 Teil des fürsterzbischöflichen Jagdgatters waren,
  - mit der angrenzenden Liegewiese,
  - dem Kinderspielplatz
  - und der Kneipp-Anlage
- sowie der Hellbrunner Berg
  - mit dem Monatsschlösschen
  - dem Steintheater.
  - und dem Watzmannblick

Das Monatsschlössl (ursprünglich Waldems-Schlösschen genannt) wurde 1615 erbaut und blickt vom Hellbrunnerberg auf das Zentrum des Ziergartens. In diesem Schlösschen befindet sich heute das Salzburger Volkskundemuseum. Einzigartig ist das zur Gänze in den Konglomeratfels gehauene wildromantische Steintheater am Hellbrunnerberg. Hier fand 1617 kurz (nach einer Aufführung in der alten Salzburger Residenz) mit der Pastorale Orfeo wohl die erste Opernaufführung nördlich der Alpen statt.

### Der sakrale Garten
Als Gegenpol zum fürstlich-prunkvollen Lustgarten (ganz im Norden des Parkes angelegt) errichtete der Erzbischof im äußersten Süden des Schlossgartens im Geiste des Kapuzinerordens des heiligen Franziskus bzw. im Geiste seines Onkels, des heiligen Carlo Borromeo, einen sakralen Wildnis-Garten oberhalb des Alterbaches in Gestalt eines Kalvarienberges, in dem auch verschiedene Skulpturen von Einsiedlern (welche die Kalvarienbergkapellen andächtig bewunderten) und eine bewohnte Einsiedelei zu finden waren. Die Wildnis als Gegensatz zum feudal-aufwändigen Lustgarten soll dabei die naturbelassene göttliche Schöpfung symbolisieren. Auch soll die Andacht nicht durch weltlichen Prunk gestört werden. Von diesen sakralen Denkmälern sind heute nur wenige Fundamente erhalten. Erhalten blieb aber der naturnah belassene Wildnisgarten um den Anifer Alterbach als selbständiger Teil des historischen Schlossparkes.
Große Teile des sakralen Gartens gehören heute zum Areal des Zoos Hellbrunn, die besonders mit der großzügigen Freianlagen am Südende des Parks den Altbestand nutzen.

### Der Hellbrunn umgebende Landschaftsgarten
Siehe auch Hauptartikel Landschaftsgarten Hellbrunn
Einzigartig ist auch der gut erhaltene umgebende Landschaftsraum:
- Die Hellbrunner Allee, gemeinsam mit dem Fürstenweg die älteste erhaltene Allee Mitteleuropas (vermutlich sogar die weltweit älteste erhaltene Allee), die Markus Sittikus 1614/1615 im Geiste der Spätrenaissance in der Achse zum Wasserschloss Freisaal hin anlegen ließ, verlängert den hochfürstlichen Garten weit in die Landschaft hinaus und manifestiert den absoluten Herrschaftsanspruch des jungen Fürsten. Sie ist geschützter Landschaftsteil (GLT50).
- Der Fürstenweg, als alte Lindenallee gestaltet, führt zum Auwald und weiter zum Ufer der Salzach. Sie bildet – ebenfalls weit in die Landschaft ausgreifend – die Achse des Schlossgebäudes und des Sternweihers.
- Die Große Gartenachse beginnt bei den Wasserspielen mit einer Skulptur der Göttin Diana. In der Folge bildet sie nach Osten zu die Symmetrieachse des ornamentalen Großen Wasserparterres und führt geradlinig weiter durch den Jagdgarten, den Auwald und über die Salzach zum erhöht gelegenen Schloss Goldenstein. Ursprünglich war die Achse durch den künstlich angelegten, mit Grotten versehenen hohen Erdbeerberg als Mitte des ornamentalen Schlossgartens bewusst unterbrochen. Die Große Gartenachse wurde um 1730 durch die Anlage einer beidseitig verlaufenden Fichtenallee im Jagdgarten landschaftlich noch deutlicher sichtbar gemacht, gleichzeitig wurde der Erdbeerberg abgetragen. Eine weitere Achse führt von Schloss Anif ebenfalls zum Schloss Goldenstein. Ein kurzes Stück dieser ehemals längeren Allee ist heute noch sichtbar. So bildet Schloss Hellbrunn mit Schloss Goldenstein und Schloss Anif eine Art Dreieck.
- Der Keltenweg (an der heutigen Stadtgrenze zwischen Anif und der Stadt Salzburg) bildet nach Westen die lang gestreckte Achse in Richtung Schloss Glanegg.

Die Eichenreihe im Schlosspark Hellbrunn ist ebenfalls ein geschützter Landschaftsteil (GLT100).

## Bilder und Zitate
„Was du hier an lieblichen Hügeln, saftigen Wiesen und glänzenden Wassern schauest, hat Markus Sittikus, Erzbischof von Salzburg und Landesfürst, die vernachlässigten Gaben der Natur nicht ohne Mitleid bewundernd, mit Mauern umgürtet, mit Theatern geschmückt; aus einem Sumpf sammelte er all die verschiedenen Quellen und widmete sie der geliebten Nachwelt 1613.“

„Oh, welches Paradies auf Erden! Der Garten: ein Labyrinth der Wasser, ein Spiel der Najaden, ein Theater der Blumen, eine Arena der Umherblickenden, Kapitol der Statuen, Museum der Grazien, eine Fülle vernunftvollen Erschauens im fröhlichen Hinsehen! Oh süße Einsamkeit! Oh geheimnisvoller, nur eines Königs würdiger Wald! In solchen Wäldern verliere ich mich selbst, eher noch als in einem Labyrinth. Nur fehlen mir die Worte alles zu schildern. In den Wassern finde ich Venedig verkörpert, in den künstlichen Bauten aber Rom gleichsam zusammengefasst.“

## Künftige Gestaltung entlang des Fürstenweges
Derzeit sind ehemalige historische Gartenflächen von Hellbrunn innerhalb der Schlossmauern noch als unschöne asphaltierte PKW-Abstellplätze genutzt. Der einst repräsentative Zufahrtsbereich von der Hellbrunner Allee zum Ostportal des Schlosses ist derzeit ebenfalls noch asphaltierter PKW-Abstellplatz. Eine Verlegung dieser sehr störenden Parkplätze und die Zusammenführung der verschiedenen PKW und Bus-Parkplätze zu einem geschlossenen Parkplatz bieten sich an. In der Folge ist die Gestaltung der Asphaltflächen gemäß historischen Vorbildern wichtig.

Schloss Hellbrunn
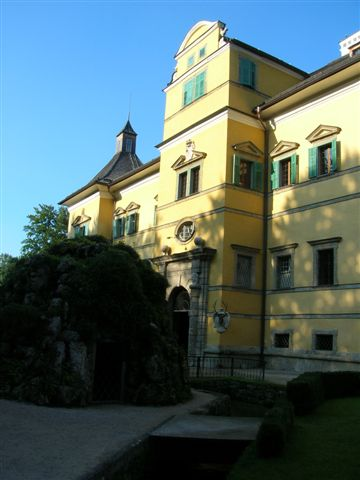
Rückansicht des Schlosses
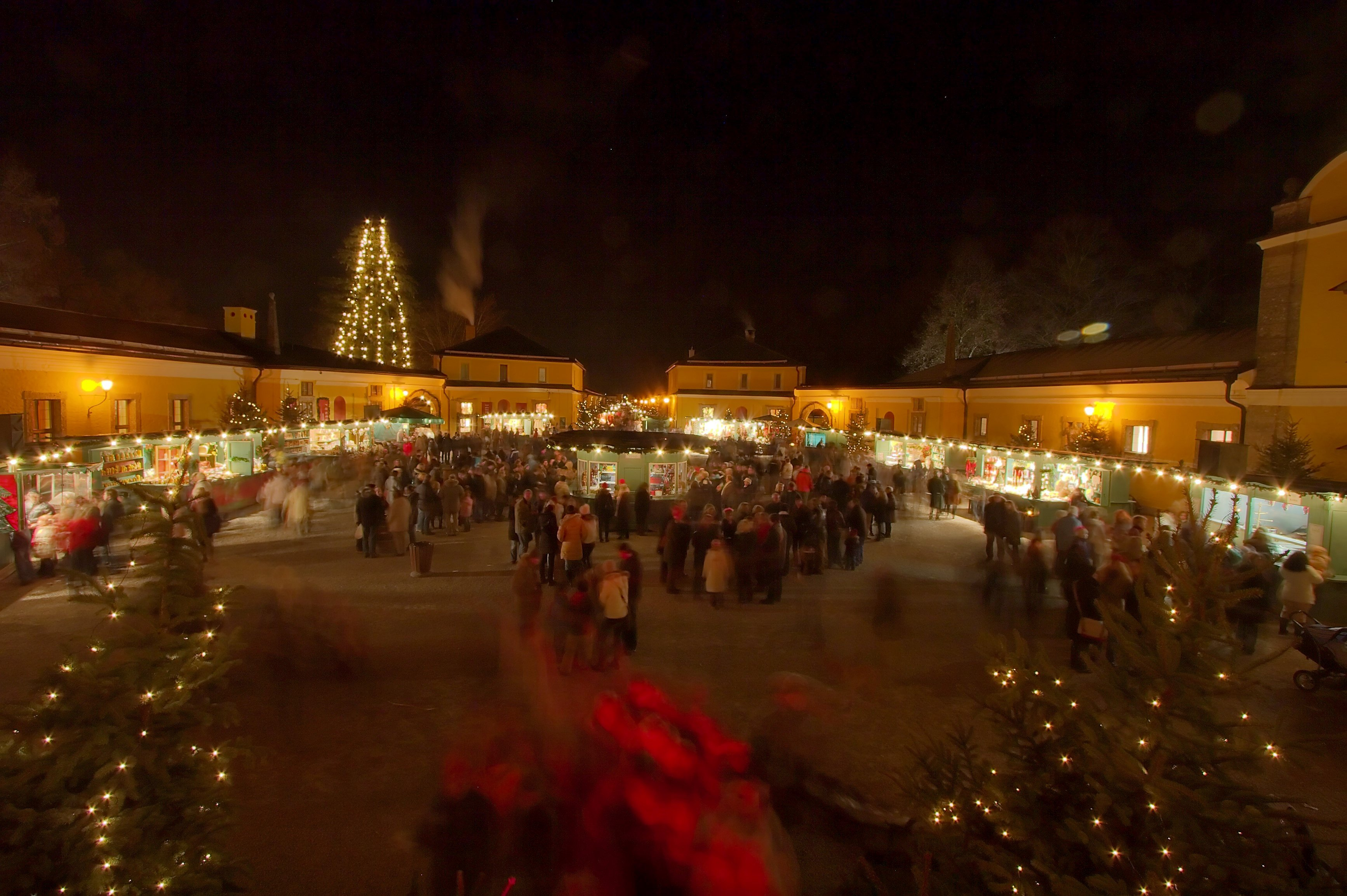
Adventmarkt in Schloss Hellbrunn
- Wasserspiele
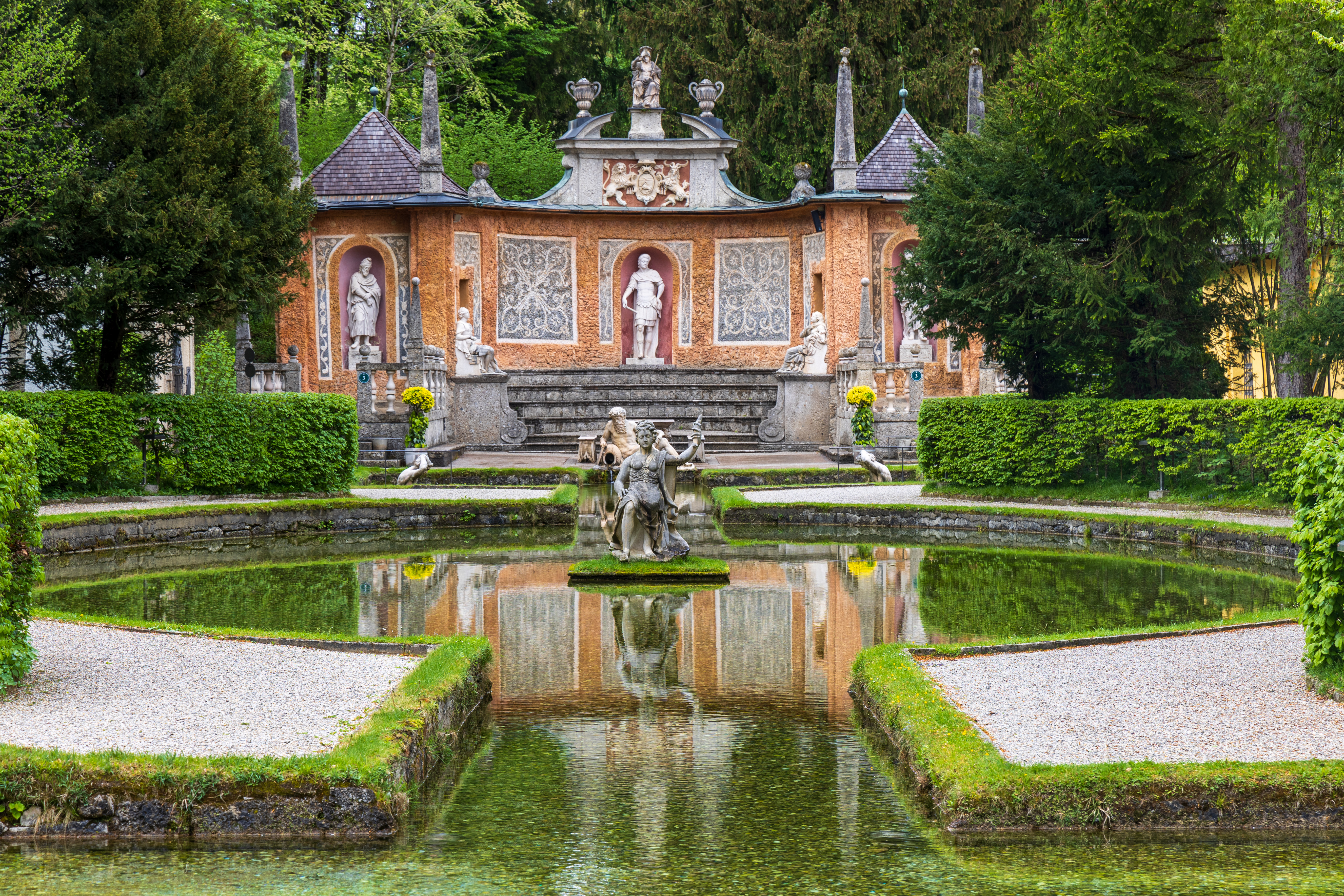
Wasserspiele: Das Römische Theater mit dem Fürstentisch
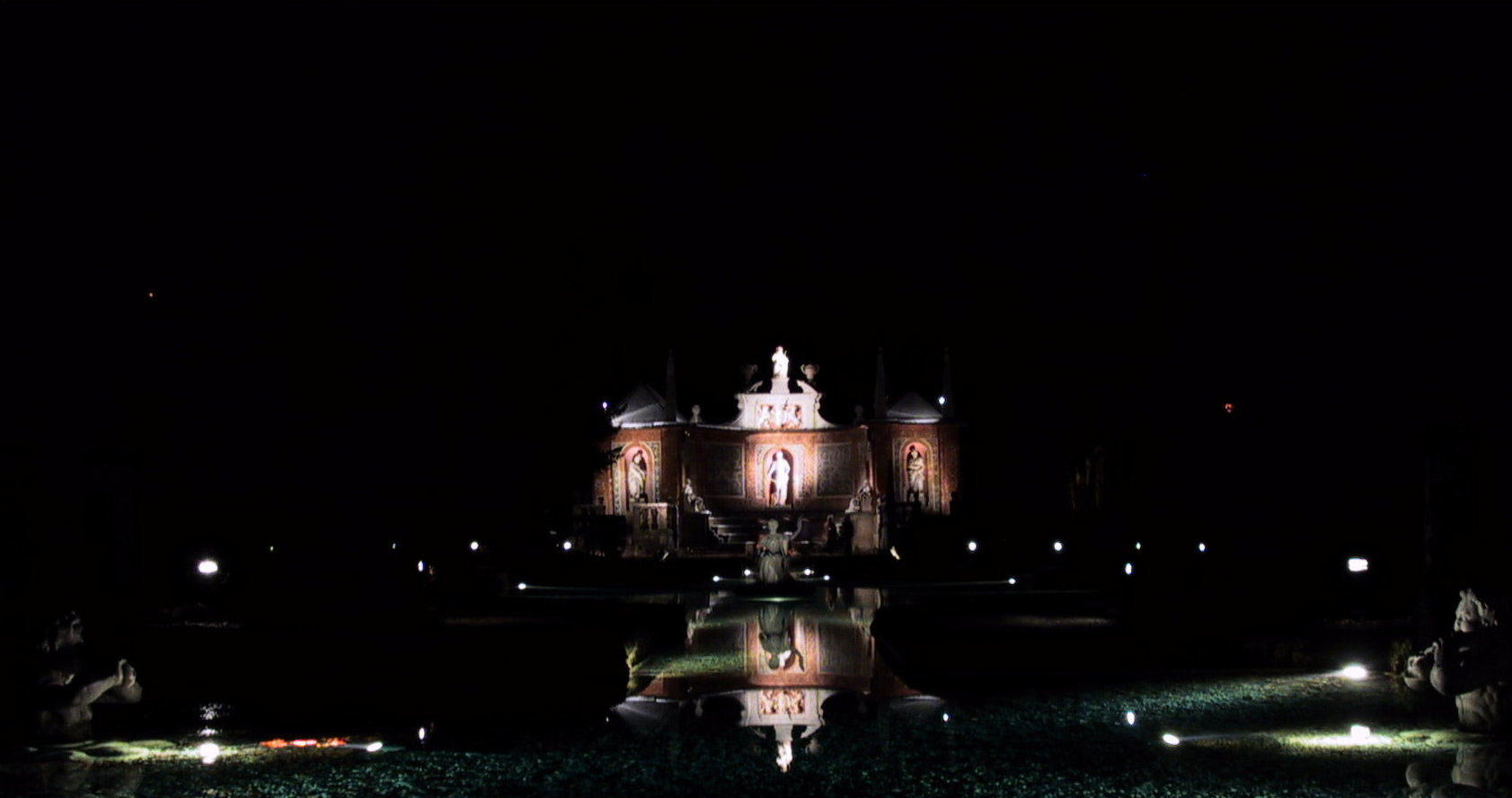
Das Römische Theater bei Nacht
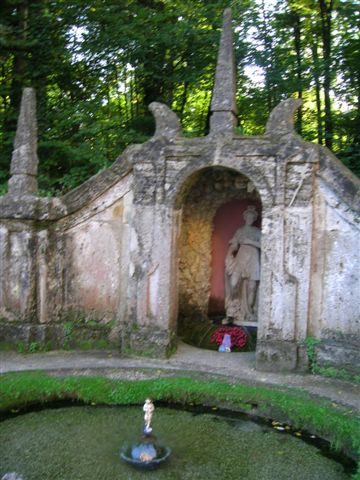
Die kleine Venusgrotte
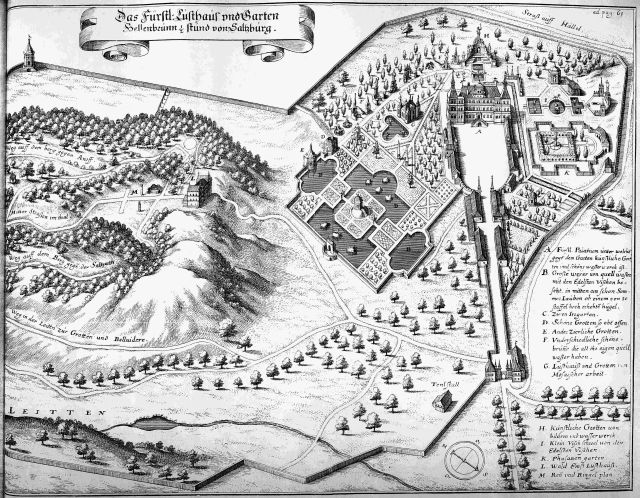
Schloss Hellbrunn nach einem Stich von Matthäus Merian von 1656